# Maximilian Vicari
Maximilian Vicari (* 16. Juli 1880 in Ottobeuren; † 8. März 1955) war Baurat der Stadt Kempten und schuf die ersten Pläne für den Mittleren Ring sowie die Kanalisation von Kempten. 

## Leben
Vicari absolvierte das Gymnasium bei Sankt Stephan in Augsburg, danach besuchte er die Technische Universität München. Dort, zu einem Bauingenieur ausgebildet, fing er mit der Arbeit in Stadtverwaltungen an. So arbeitete er auch in Mainz.
Im Jahr 1906 heiratete Vicari in Heidelberg Karoline Vogel und wurde daraufhin im Jahr 1915 Vater. 1909 fing er mit seiner Arbeit in Kempten an. Aus dieser Zeit stammen seine Pläne für eine Kanalisation und einer Kemptener Umgehungsstraße (Mittlerer Ring). In dieser Zeit gab es in Kempten jedoch kaum Kraftfahrzeuge. Der Baurat plante auch den Umbau der König-Ludwig-Brücke für den Straßenverkehr. 1914 erhielt Vicari von Adolf Horchler Sitz und Stimme im Stadtrat. Vicari plante seitdem den Umbau des großen Saals im Kornhaus, Rathaus, alten Hauptbahnhofs. Einer seiner größten Entwürfe stellt das Stadtbad Kempten dar.
Vicaris Pläne für den Mittleren Ring in Kempten wurden von den 1960ern bis in die 1990er verwirklicht.

## Einzelnachweis
1. 1 2 3  Anna Köhl, Ralf Lienert: Kreative Köpfe. Straßen und ihre Namensgeber in Kempten. 2. Auflage. Verlag Tobias Dannheimer, Kempten (Allgäu) 2007, ISBN 978-3-88881-056-5, S. 82 f.

| Personendaten    | Personendaten        |
| ---------------- | -------------------- |
| NAME             | Vicari, Maximilian   |
| KURZBESCHREIBUNG | deutscher Baumeister |
| GEBURTSDATUM     | 16. Juli 1880        |
| GEBURTSORT       | Ottobeuren           |
| STERBEDATUM      | 8. März 1955         |
| STERBEORT        | Kempten (Allgäu)     |